# Welcome Back Colour (album)
Welcome Back Colour  er et dobbeltalbum af den danske singer-songwriter Tina Dickow, der er hendes syvende album i rækken, og udkom den 27. september 2010 på hendes eget pladeselskab Finest Gramophone.
Albummet består af 27 numre fordelt på to CD'er. Den første CD hedder "Welcome Up" og indeholder de 11 mest kendte af Tina Dickows sange i oprindelige indspilninger samt tre nye sange, deriblandt titelnummeret og nummer ét-hittet "Welcome Back Colour". Den anden CD, "Welcome Down" består af af 13 akustiske genindspilninger af nogle af Tina Dickows mest kendte og mindre kendte sange, samt tre nye, heriblandt hendes hyldest til København på sangen "Copenhagen".
Welcome Back Colour debuterede som nummer ét på album-listen, med 7250 solgte eksemplarer i den første uge. Albummet blev i maj 2011 certificeret tredobbelt platin for mere end 60.000 solgte eksemplarer.

## Spor
Alle sange er skrevet af Tina Dickow, undtagen hvor noteret.
| 1.  | "Welcome Back Colour" (Tina Dickow, Helgi Jónsson) | Helgi Jónsson               | 3:33 |
| 2.  | "Paper Thin"                                       | Dennis Ahlgren              | 4:16 |
| 3.  | "Nobody's Man"                                     | Chris Potter                | 3:48 |
| 4.  | "Warm Sand" (Dickow, Mads Haugaard)                | Chris Potter                | 3:56 |
| 5.  | "One"                                              | Chris Potter                | 3:51 |
| 6.  | "On the Run"                                       | Dennis Ahlgren, Tina Dickow | 3:56 |
| 7.  | "Sacre Coeur"                                      | Dennis Ahlgren, Tina Dickow | 5:06 |
| 8.  | "Open Wide"                                        | Dennis Ahlgren, Tina Dickow | 4:48 |
| 9.  | "Count to Ten"                                     | Dennis Ahlgren, Tina Dickow | 4:31 |
| 10. | "Stains"                                           | Dennis Ahlgren, Tina Dickow | 3:33 |
| 11. | "A New Situation"                                  | Dennis Ahlgren, Tina Dickow | 4:10 |
| 12. | "Goldhawk Road"                                    | Dennis Ahlgren, Tina Dickow | 3:15 |
| 13. | "Love All Around"                                  | Dennis Ahlgren, Tina Dickow | 3:40 |
| 14. | "Instead" (Dickow, Peter Ries)                     | Dennis Ahlgren              | 3:28 |

| 1.  | "Copenhagen"                                               | 3:37 |
| 2.  | "Watching Him Go" (Dickow, Jim McCormick, Alfred Tuohey)   | 3:47 |
| 3.  | "Glow"                                                     | 3:34 |
| 4.  | "Rebel Song" (Dickow, Mads Haugaard)                       | 3:04 |
| 5.  | "Room With a View"                                         | 3:45 |
| 6.  | "Let's Go Dancing" (featuring Teitur) (Teitur, Jeff Cohen) | 3:39 |
| 7.  | "Home" (Dickow, Sam Hardaker, Henry Binns, Dedi Madden)    | 3:19 |
| 8.  | "The City/London"                                          | 4:44 |
| 9.  | "Strong Man"                                               | 3:41 |
| 10. | "Back Where We Started"                                    | 3:40 |
| 11. | "Break of Day"                                             | 4:09 |
| 12. | "Waltz" (featuring Helgi Jónsson) (Helgi Jónsson)          | 4:08 |

| 13. | "Halleluja" (featuring Steffen Brandt) (Leonard Cohen; dansk tekst af Steffen Brandt) | 4:40 |

## Hitlister og certificeringer
| Hitliste (2010) | Højeste placering |
| --------------- | ----------------- |
| Danmark         | 1                 |

| Hitliste (2010) | Placering |
| --------------- | --------- |
| Danmark         | 4         |
| Hitliste (2011) | Placering |
| Danmark         | 19        |
| Hitliste (2012) | Placering |
| Danmark         | 89        |

| Land (Organisation) | Certificering |
| ------------------- | ------------- |
| Danmark (IFPI)      | 3× Platin     |